# Yoo In-na
Yoo In-na (* 5. Juni 1982 in Seongnam) ist eine südkoreanische Schauspielerin.

## Karriere
1998 trat Yoo einer Talentagentur bei, um Sängerin zu werden. Allerdings gelang es ihr nicht, zu debütieren. Sie gab das Singen auf und wechselte 2006 zu YG Entertainment in der Hoffnung, Schauspielerin zu werden. Ihren Durchbruch hatte sie dann durch die Sitcom High Kick! 2. Danach spielte sie eine Nebenrolle in der Erfolgsserie Secret Garden und erhielt den Paeksang Arts Award als beste neue Schauspielerin in der Kategorie ‚Fernsehen‘.
2012 hatte sie ihre erste Hauptrolle in der Serie Inhyeonwanghu-ui Namja (인현왕후의 남자). Darin dreht sich alles um die Schauspielerin Choi Hee-jin (gespielt von Yoo), die sich in einen zeitreisenden Gelehrten aus der Joseon-Dynastie verliebt. 2013 spielte sie wieder Nebenrollen in den sehr erfolgreichen Serien You’re the Best, Lee Soon-shin und My Love from the Star. Seit März 2014 ist sie außerdem die Moderatorin der Fernsehsendung Get It Beauty, einem Programm rund um Schönheit und Mode. Außerdem wird sie eine Hauptrolle in dem chinesischen Film Wedding Bible spielen.

## Filmografie

### K-Dramen
- 2009: High Kick! 2 (지붕뚫고 하이킥!, MBC)
- 2010: Secret Garden (SBS)
- 2011: The Greatest Love (최고의 사랑, MBC)
- 2011: Birdie Buddy (버디버디, tvN)
- 2012: Queen In-hyun’s Man (인현왕후의 남자, tvN)
- 2013: You’re the Best, Lee Soon-shin (최고다 이순신, KBS2)
- 2013: Potato Star 2013QR3 (Episode 4, Cameo-Auftritt, tvN)
- 2013: My Love from the Star (별에서 온 그대, SBS)
- 2014: My Secret Hotel (마이 시크릿 호텔, tvN)
- 2016: Goblin (도깨비 Dokkaebi,, tvN)
- 2019: Touch Your Heart (진심이 닿다, tvN)
- 2021–2022: Snowdrop (설강화, JTBC)
- 2023: Grundkurs wahre Liebe (보라! 데보라 (Bo-ra! Deborah), ENA)

### Filme
- 2006: Arang (아랑)
- 2010: The Fair Love (페어 러브)
- 2011: My Black Mini Dress (마이 블랙 미니드레스)
- 2012: Love Fiction (러브 픽션)

### Musikvideos
- 2010: „In My Head“ von Brian Joo
- 2008: „Tell Me Goodbye“ von Big Bang
- 2011: „You, That Day“ („넌 그날“) von Humming Urban Stereo